# Pe-Po

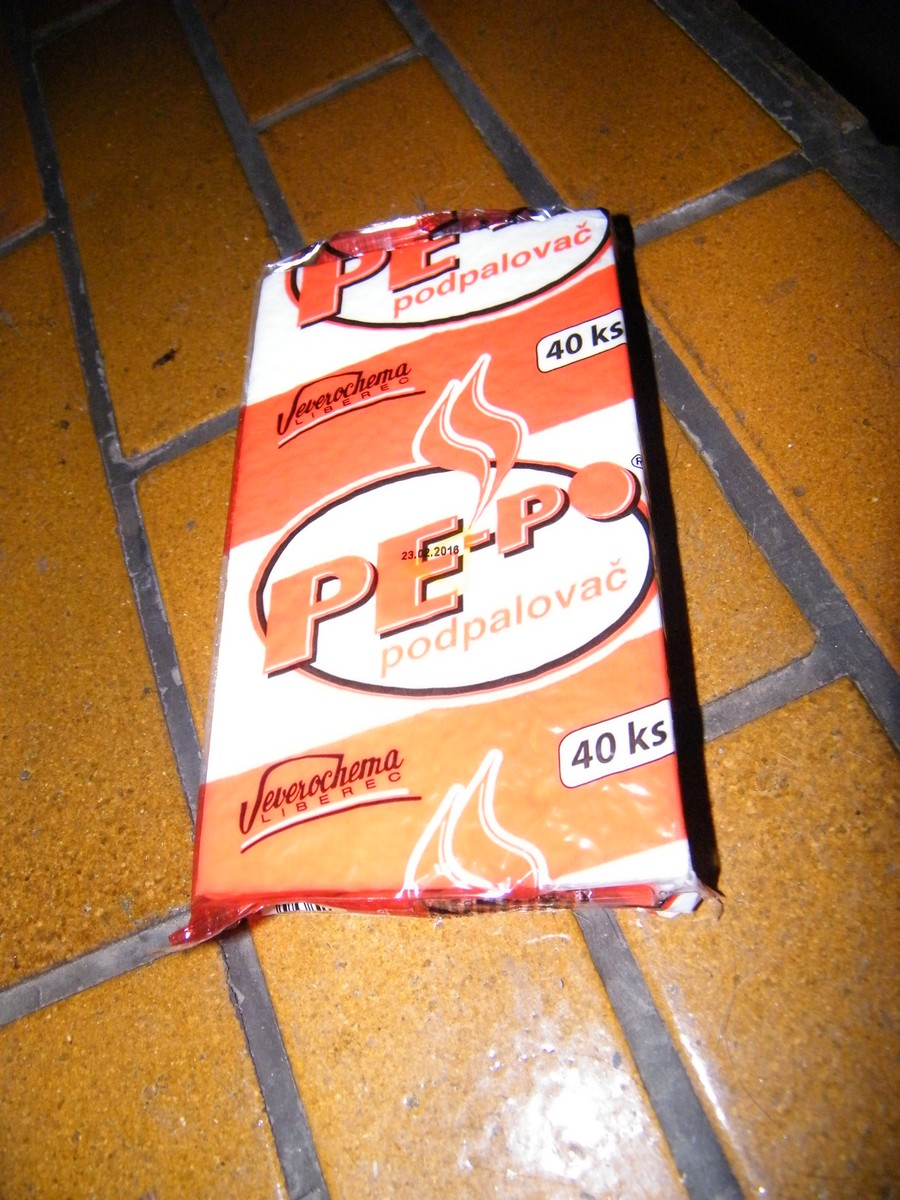
Prodejní balení produktu Pe-Po

Pe-Po (zkratka z „pevný podpalovač“) je chemický výrobek společnosti Severochema sloužící ke snadnějšímu rozdělávání ohně. Vyráběn je na petrolejovém základě. Produkovat se začal roku 1964. K roku 2016 byl jedničkou ve svém oboru v České republice a v Maďarsku, na Slovensku patří mezi první dva. Prodává se ale také například ve Španělsku, Řecku, Itálii či Spojených arabských emirátech.
Výrobek má podobu bílé krychle, dřevěné tabulky či tekutého roztoku dodávaného v lahvi. Vedle bílé barvy je na maďarský trh dodáván v barvě růžové a na Ukrajinu mezi roky 2004 a 2005, kdy tam probíhala Oranžová revoluce, v barvě oranžové Roku 2016 zvítězil výrobek v anketě Logo VD & Značka pořádané Svazem českých a moravských výrobních družstev.
Produkt využili také například filmaři, jimž nastrouhaný představoval heroin. Navíc podle rad bulvárního časopisu mělo Pe-Po po podpálení navrátit čtenářce ztracenou lásku.

## Odkazy

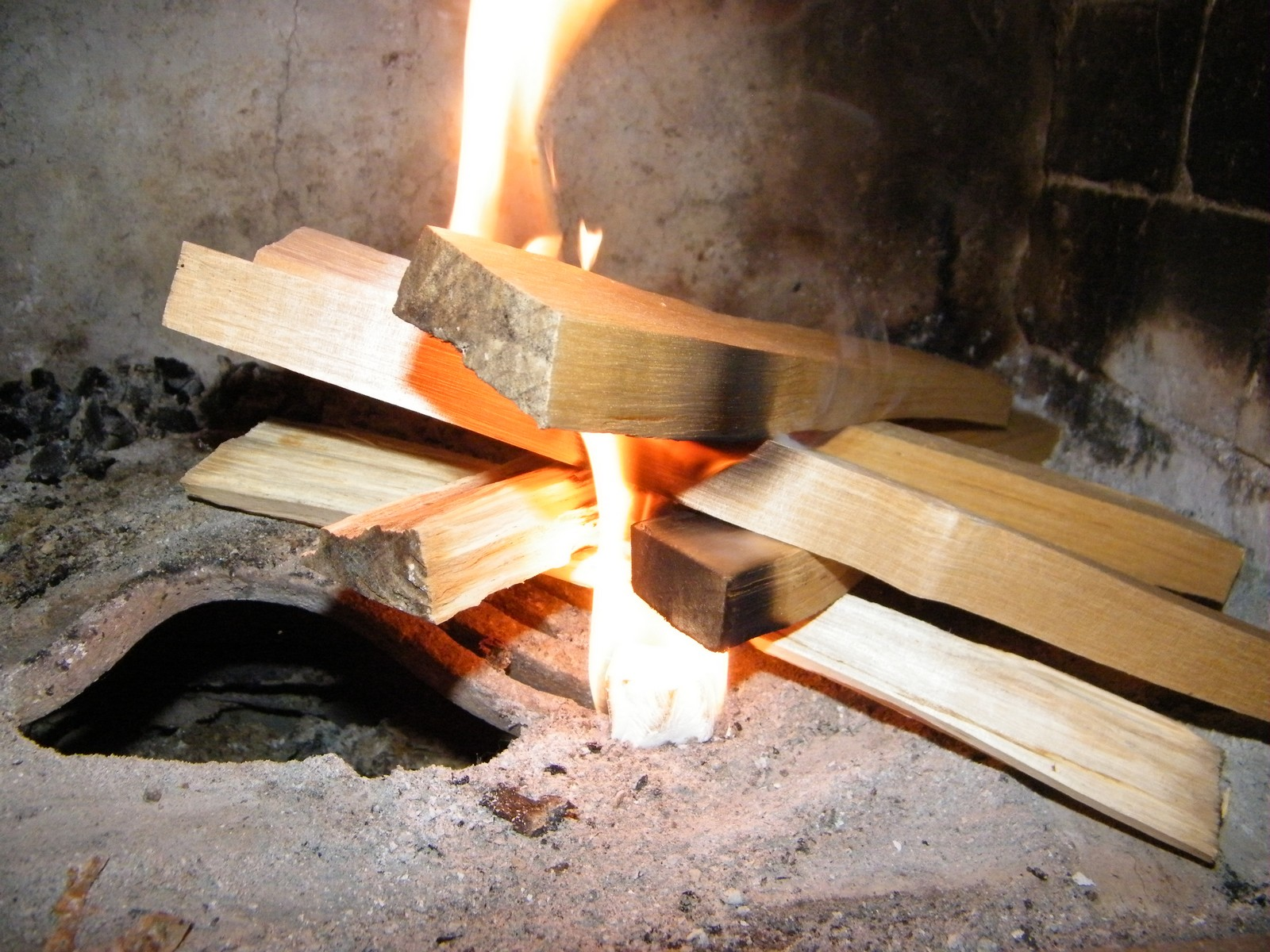
Rozdělávání ohně pomocí Pe-Pa